# Reagente de Petasis
O reagente de Petasis (não confundir com a reação de Petasis) é o dimetil-titanoceno, Cp2TiMe2, facilmente preparado pela reação de cloreto de metil-magnésio ou metil-lítio com dicloreto de titanoceno:
Cp2TiCl2 + 2 "Me−" → Cp2TiMe2 + 2 Cl−
É usado para transformar grupos carbonila em alcenos terminais, tal como o reagente de Tebbe ou a reação de Wittig. Diferentemente da reação de Wittig, o reagente de Petasis pode reagir com uma larga faixa de carbonilas, incluindo aldeídos, cetonas e ésteres. O reagente de Petasis é também mais estável ao ar do que o reagente de Tebbe, e pode ser isolado como sólido puro, ou usado diretamente como solução em tolueno-THF.
O reagente de olefinação ativa, Cp2TiCH2, é preparado pelo aquecimento do reagente de Petasis em tolueno ou THF a 60 °C.
O mecanismo de reação é muito similar ao do reagente de Tebbe, levando primeiro a um carbeno de titânio que forma um oxatitanociclo e então libera o alceno terminal.